# Player One (rivista)
Player One è stato un periodico mensile lanciato nel 1990 da Média Système Édition interamente dedicato al mondo dei videogiochi e delle console. La sua pubblicazione venne interrotta nel 2000.

## Storia
Player One fu la prima rivista europea dedicata esclusivamente alle console per videogiochi (esclusi i computer da gioco). La redazione della rivista venne talvolta accusata di essere pro-Nintendo durante l'era Nintendo contro Sega, il che venne confermato oggi da Pedro (pseudonimo di Pierre Valls, caporedattore) e Crevette (Cyril Drevet) come così come da Luc Bourcier (Sega France).
Il primo numero apparve in edicola nel settembre 1990. L'iniziativa proveniva da alcuni membri del team del mensile Amstrad Cent Pour Cent che, in occasione dell'uscita per console GX4000 di Amstrad, decise di intraprendere l'avventura di creare una rivista che trattasse solo di queste console, provenienti principalmente dal Giappone, collegate direttamente alla televisione, che cominciavano a mettere sempre più in ombra i computer domestici.
All'inizio, Player One era quasi interamente scritto da Crevette e Iggy (Olivier Scamps, che sarebbe diventato poi direttore editoriale della rivista concorrente  Joypad).
Player One avrebbe conosciuto una rivista spinoff, Nintendo Player, incentrata sui giochi Nintendo. La rivista avrebbe cessato la sua pubblicazione nel gennaio 2000 (numero 104) con il fallimento della società Média Système Édition, per poi portare alla sua caduta tutte le riviste del gruppo così come le sue attività editoriali manga.
Successivamente, gli ex manager della società MSE crearono Pika Édition, uno dei più grandi editori di manga in Francia.
Olivier Megaton, regista riconosciuto ma all'epoca un grafico, disegnò il logo della rivista.

## Eredità
Nel 2015, il marchio Player One venne acquistato da un attore amatoriale, che decise di realizzare un sito web dedicato ai videogiochi, alla loro storia e alla loro controcultura. Il logo venne rielaborato e il sito venne lanciato alla fine di gennaio 2018.